# Menthonnex-en-Bornes
Menthonnex-en-Bornes és un municipi francès situat al departament de l'Alta Savoia i a la regió d'Alvèrnia-Roine-Alps. L'any 2007 tenia 843 habitants.

## Demografia

### Població
El 2007 la població de fet de Menthonnex-en-Bornes era de 843 persones. Hi havia 312 famílies de les quals 68 eren unipersonals (48 homes vivint sols i 20 dones vivint soles), 88 parelles sense fills, 140 parelles amb fills i 16 famílies monoparentals amb fills.
La població ha evolucionat segons el següent gràfic:
Habitants censats

### Habitatges
El 2007 hi havia 355 habitatges, 319 eren l'habitatge principal de la família i 36 eren segones residències. 303 eren cases i 52 eren apartaments. Dels 319 habitatges principals, 256 estaven ocupats pels seus propietaris, 56 estaven llogats i ocupats pels llogaters i 7 estaven cedits a títol gratuït; 4 tenien una cambra, 21 en tenien dues, 41 en tenien tres, 70 en tenien quatre i 183 en tenien cinc o més. 269 habitatges disposaven pel capbaix d'una plaça de pàrquing. A 110 habitatges hi havia un automòbil i a 199 n'hi havia dos o més.

### Piràmide de població
La piràmide de població per edats i sexe el 2009 era:
| Homes | Edats   | Dones |
| ----- | ------- | ----- |
| 0     | 95 o +  | 0     |
| 0     | 90 a 94 | 4     |
| 4     | 85 a 89 | 4     |
| 8     | 80 a 84 | 0     |
| 20    | 75 a 79 | 8     |
| 4     | 70 a 74 | 8     |
| 0     | 65 a 69 | 4     |
| 24    | 60 a 64 | 16    |
| 20    | 55 a 59 | 28    |
| 28    | 50 a 54 | 12    |
| 16    | 45 a 49 | 20    |
| 20    | 40 a 44 | 16    |
| 36    | 35 a 39 | 44    |
| 16    | 30 a 34 | 24    |
| 16    | 25 a 29 | 12    |
| 24    | 20 a 24 | 24    |
| 12    | 15 a 19 | 20    |
| 20    | 10 a 14 | 20    |
| 20    | 5 a 9   | 28    |
| 20    | 0 a 4   | 24    |

## Economia
El 2007 la població en edat de treballar era de 554 persones, 440 eren actives i 114 eren inactives. De les 440 persones actives 418 estaven ocupades (229 homes i 189 dones) i 22 estaven aturades (5 homes i 17 dones). De les 114 persones inactives 33 estaven jubilades, 40 estaven estudiant i 41 estaven classificades com a «altres inactius».

### Ingressos
El 2009 a Menthonnex-en-Bornes hi havia 273 unitats fiscals que integraven 758,5 persones, la mediana anual d'ingressos fiscals per persona era de 24.188 €.

### Activitats econòmiques
Dels 25 establiments que hi havia el 2007, 2 eren d'empreses alimentàries, 8 d'empreses de construcció, 2 d'empreses de comerç i reparació d'automòbils, 4 d'empreses d'hostatgeria i restauració, 2 d'empreses financeres, 1 d'una empresa immobiliària, 4 d'empreses de serveis, 1 d'una entitat de l'administració pública i 1 d'una empresa classificada com a «altres activitats de serveis».
Dels 11 establiments de servei als particulars que hi havia el 2009, 1 era un taller de reparació d'automòbils i de material agrícola, 5 fusteries, 2 electricistes, 2 restaurants i 1 agència immobiliària.
L'any 2000 a Menthonnex-en-Bornes hi havia 18 explotacions agrícoles que ocupaven un total de 552 hectàrees.

## Equipaments sanitaris i escolars
El 2009 hi havia una escola elemental integrada dins d'un grup escolar amb les comunes properes formant una escola dispersa.

## Poblacions més properes
El següent diagrama mostra les poblacions més properes.